# 17600 Dobřichovice
17600 Dobřichovice è un asteroide della fascia principale. Scoperto nel 1995, presenta un'orbita caratterizzata da un semiasse maggiore pari a 2,9949172 UA e da un'eccentricità di 0,0915929, inclinata di 10,11480° rispetto all'eclittica.